# Luiz Felipe Ventura dos Santos
Luiz Felipe Ventura dos Santos, noto semplicemente come Felipe (Rio de Janeiro, 22 febbraio 1984), è un calciatore brasiliano, portiere del Differdange 03.

## Carriera
Felipe comincia la carriera nelle giovanili del Vitória di Salvador, dove gioca fino al 2005, anno in cui viene mandato in prestito al São Caetano per fare esperienza. Il Bragantino lo acquista nel 2006, prima di venderlo alla Portuguesa quello stesso anno. Dal 2007 al 2010 è il portiere titolare del Corinthians.Viene acquistato dallo Sporting Braga nel 2010, per poi trasferirsi al Flamengo nel 2011, club nel quale gioca attualmente.

## Palmarès

### Club

#### Competizioni statali
- Campionato Baiano: 4

Vitória: Supercampionato 2002, 2003, 2004, 2005
- Campionato paulista: 1

Corinthians: 2009
- Campionato Carioca: 1

Flamengo: 2011

#### Competizioni nazionali
- Campionato brasiliano di seconda divisione: 1

Corinthians: 2008
- Coppa del Brasile: 1

Corinthians: 2009
- Campionato lussemburghese: 1

Differdange 03: 2024-2025
- Coppa del Lussemburgo: 1

Differdange 03: 2024-2025

### Nazionale
- Campionato sudamericano Under-17: 1

2001